# Pieter Noorwits
Pieter Noorwits (vermoedelijk 's-Gravenzande, circa 1612 - Den Haag, 25 januari 1669) was een Hollandse meestertimmerman, architect en aannemer, die bekend werd door zijn ontwerp van de Nieuwe Kerk in Den Haag, uit het midden van de zeventiende eeuw.

## Biografie

### Familie achtergrond
Hoewel het gezien zijn achternaam niet geheel voor de hand lijkt te liggen: Pieter Noorwits was een broer van de veel bekendere bouwmeester Arent van 's-Gravesande, die onder meer de De Lakenhal in Leiden en de Sint Sebastiaansdoelen in Den Haag ontwierp. Hun vader, Aaron Hendrickszoon Noorwits, was naar Holland geïmmigreerd uit Engeland en getrouwd met Elisabeth Jansdochter. Voordat het gezin verhuisde naar Schiedam, was het gevestigd in ’s-Gravenzande. Daar kregen de broers Arent en Pieter een opleiding als timmerman. Het maakt ook duidelijk waarom broer Arent als achternaam Van ’s-Gravenzande heette. In die tijd was de familienaam nog niet bij wet geregeld en kon iedereen min of meer vrij een eigen achternaam kiezen, indien zij daartoe de behoefte voelden. Soms ontstond een familienaam als gevolg van een vergissing op het stadhuis, waarbij de plaats van afkomst werd genoteerd als achternaam. Pas met de invoering van de Burgerlijke stand in 1811, werd daar een einde aan gemaakt.

### Vestiging in Den Haag
In 1632 verhuisde Pieter Noorwits met zijn familie naar Schiedam en verliet in 1637 het ouderlijk huis om zich in Den Haag te vestigen. Daar trad hij in het huwelijk met Antonia Pietersdochter Sluyter. Inmiddels was hij meestertimmerman geworden. Slechts twee maanden na zijn huwelijk, erfde Noorwits in 1638 het Haagse gruttersbedrijf en de gortmolen van zijn schoonfamilie. Hij zou een aantal jaren daadwerkelijk dit bedrijf ter hand nemen, maar tevens werkzaam blijven als bouwkundige en aannemer. In 1646 zou Noorwits de grutterij en de molen verkopen. Pas in 1648 zou hij met zijn gezin verhuizen van de molen naar een huis in de Haagse Wagenstraat.

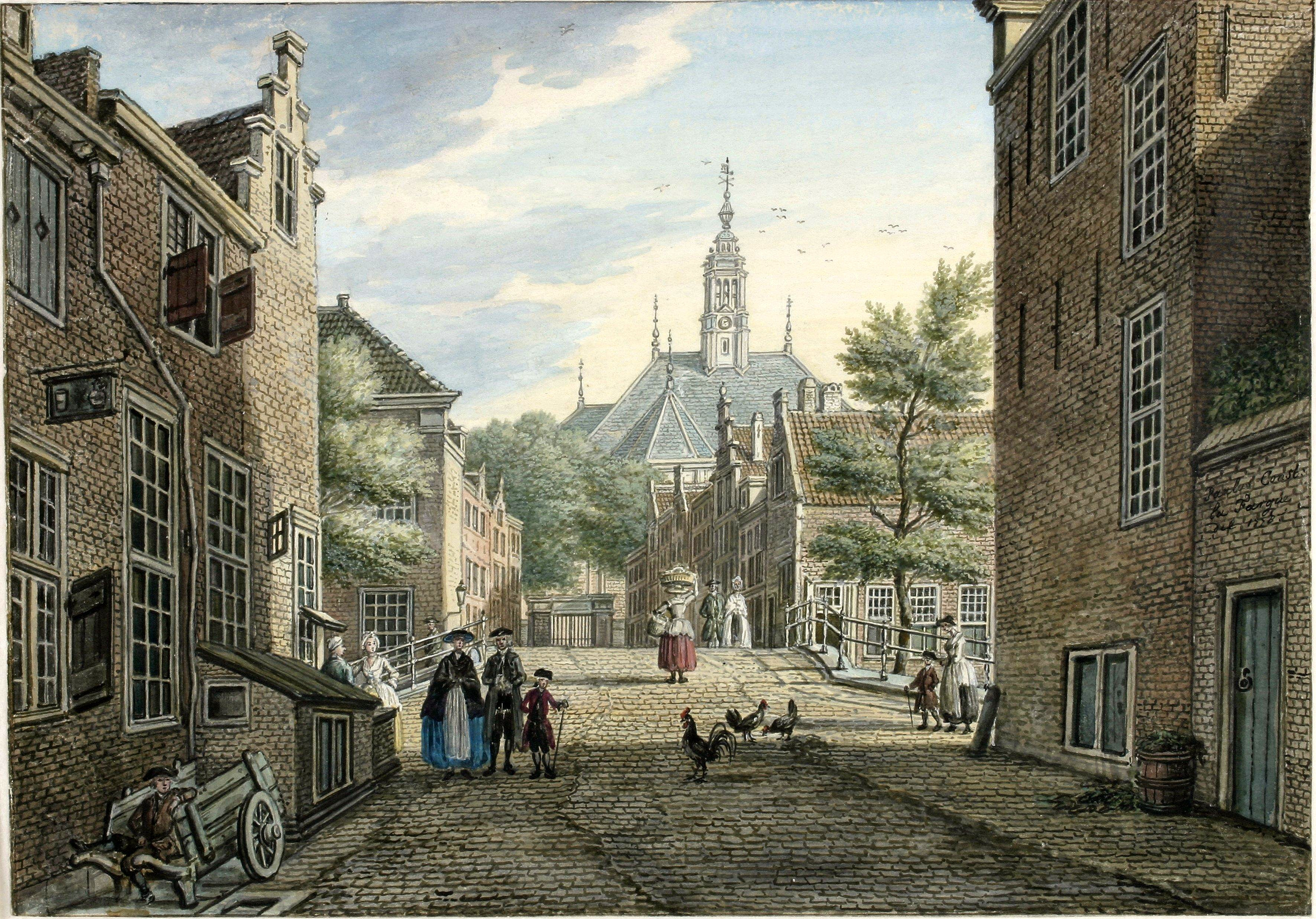
Kranestraat, gezien richting Amsterdamse Veerkade, met op de achtergrond de Nieuwe kerk, Den Haag, 1778 (Paulus Constantijn la Fargue)

### Samenwerking met broer Arent
Tussen 1634 en 1636 werkte Pieter als architect en aannemer in dienst van zijn broer Arent, die als belegging een aantal percelen grond had gekocht aan de Amsterdamse Veerkade en in de Kranestraat, alwaar Pieter Noorwits voor hem de bouw van een aantal woningen van bescheiden omvang zou realiseren. Niet lang na de oplevering zou Noorwits zelf een aantal jaren in een van de woningen trekken. Hij zou in Den Haag in die tijd tientallen woningen en percelen verkopen en een tiental aankopen. Ook bij de verbouwing van een huis aan de Haagse Kneuterdijk zou Noorwits zijn oudere broer assisteren. Bij de bouw van een nieuw stadhuis voor Middelharnis in Zeeland, zou Arent van 's-Gravesande zorg dragen voor het algehele ontwerp en Pieter Noorwits als aannemer samen met een collega het timmer- en smeedwerk mogen uitvoeren. Samen met zijn werknemers vervaardigde Noorwits in Den Haag de gehele kapconstructie, welke vervolgens in delen naar Middelharnis werd vervoerd.

### Toezichthouder
In 1644 maakte Noorwits een nieuwe kap voor de Hofkapel op het Binnenhof, nadat deze door brand onherstelbaar was beschadigd. 1645 maakte Noorwits een sprong in zijn loopbaan, toen hij werd benoemd als toezichthouder van de Rekenkamer van de Grafelijkheidsdomeinen van Holland. In die functie was hij beheerder van de gebouwen van het graafschap Holland. Het belangrijkste vastgoed onder zijn beheer, was het Binnenhof in Den Haag. Ook het Goudsmids Keurhuis op het Binnenhof was een ontwerp van Noorwits. Toen de stadhouderlijke architect Pieter Post in de jaren vijftig van de zeventiende eeuw de opdracht kreeg om een vergaderzaal voor de Staten van Holland te ontwerpen, werd Noorwits aangesteld om mee te werken bij de uitvoering.

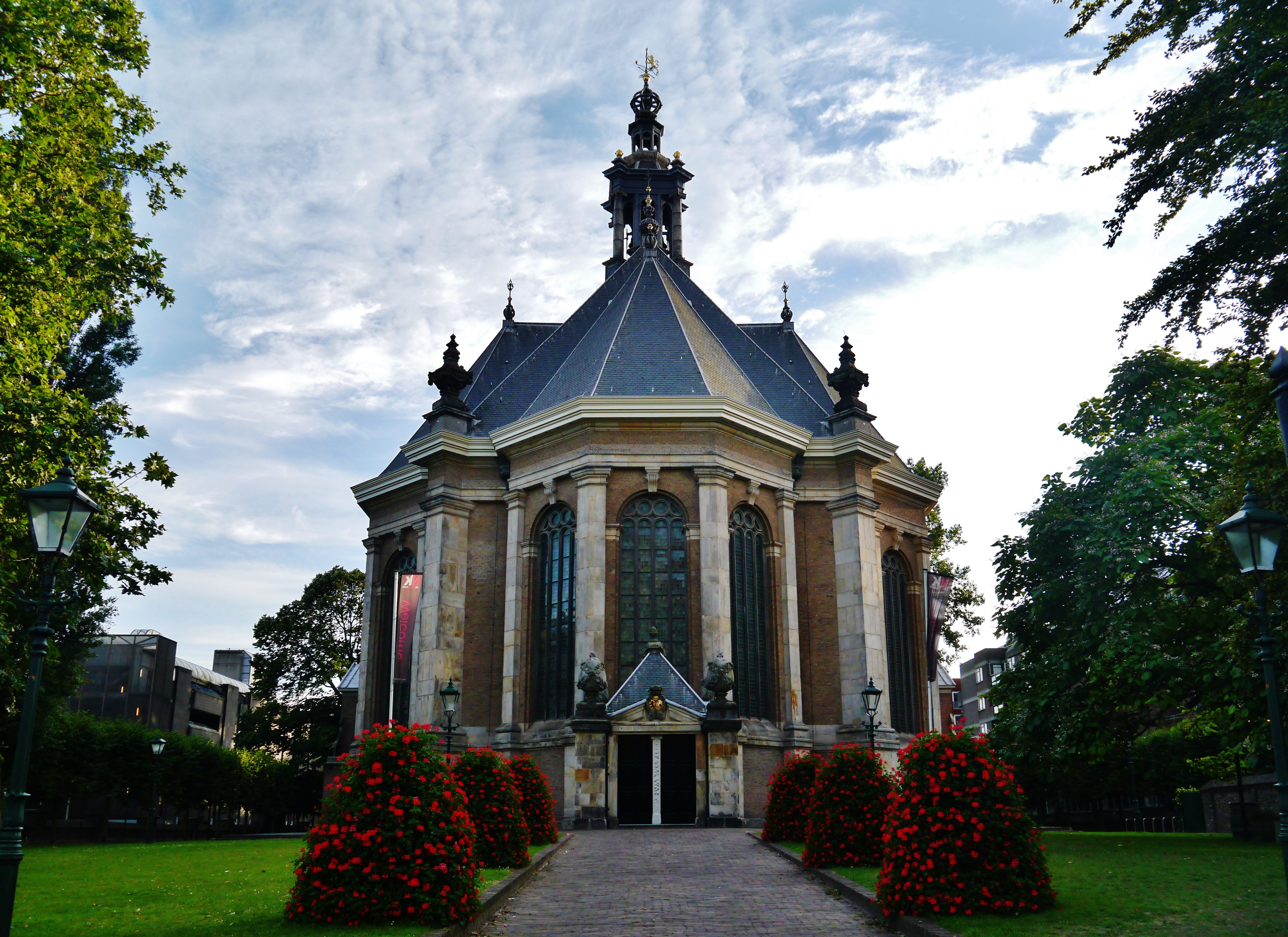
Nieuwe Kerk, Den Haag

### Nieuwe Kerk in Den Haag
Pieter Noorwits' meesterwerk zou de Nieuwe Kerk aan het Spui in Den Haag zijn. De Sociëteit van de Hoge Collegiën en van Den Haag had in 1649 het besluit genomen om een nieuwe kerk te bouwen, die noodzakelijk werd door de groei van de Haagse bevolking. Zowel Noorwits als Bartholomeus van Bassen waren uitgenodigd om een ontwerp in te dienen en Noorwits zou worden verkozen tot de uitvoering van zijn ingediende ontwerp. Dat was vernieuwend, door de plattegrond van twee achtzijdige delen die met elkaar verbonden werden door een iets smaller deel. De hoge, elkaar doorsnijdende kappen, zouden slechts gaan steunen op de zijmuren. Dragende zuilen of steunberen ontbraken daarbij geheel. Het ontwerp heeft zich evenwel door de eeuwen bewezen, want sinds de oplevering in 1656 heeft deze draag- en dakconstructie nooit problemen gegeven.  Bartholomeus van Bassen, die hem bij de uitvoering van het werk assisteerde, was al in 1652 overleden. Na de oplevering van de kerk zou Noorwits worden beloond met de eervolle en betaalde functie van koster van de kerk. Als zodanig had hij vijftien mensen onder hem werken.

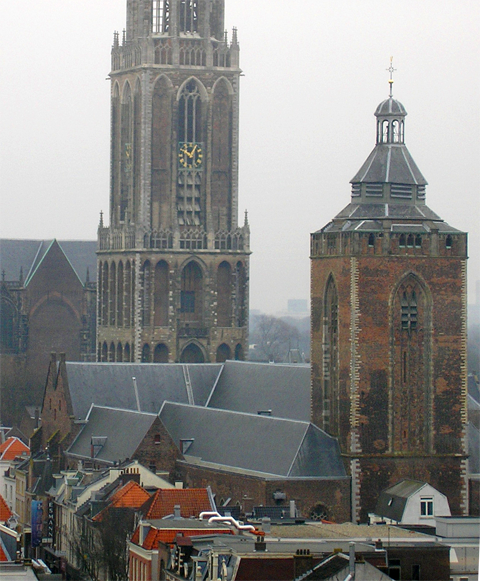
Op de voorgrond de Buurkerk in Utrecht

### Andere ontwerpen
Noorwits was inmiddels een welvarend man geworden. In de jaren vijftig van de zeventiende eeuw bezat hij een buitenhuis bij Voorburg en bij Nootdorp een boerderij met 75 hectaren agrarische grond. Hij zou in de stad Hulst voor de in 1663 deels afgebrande kerk een nieuwe toren ontwerpen, die in 1667 gereed kwam. En in 1661 zou hij voor de toren van de Utrechtse Buurkerk een nieuwe koepel vervaardigen, waarvan de plaatsing overigens zou wachten tot 1678. Pieter Noorwits overleed in januari 1669 en werd begraven in zijn eigen Nieuwe Kerk, zoals blijkt uit het grafboek van de kerk: Den 11 Febr. 1669 Pieter Aerse Noerwis.